# Václav Příhoda

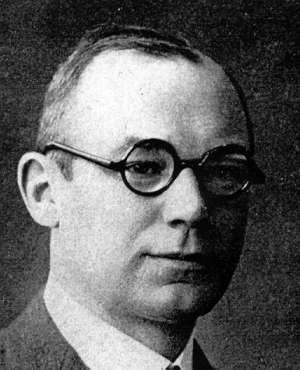
Václav Příhoda

Václav Příhoda (ur. 1889, zm. 1979) – czeski psycholog i pedagog. Był członkiem Czechosłowackiej Akademii Nauk oraz Centre National d'Education w Brukseli. Interesował się głównie pedagogiką eksperymentalną (w tym dydaktyką eksperymentalną), psychologią rozwojową oraz psychologią pedagogiczną, a także organizacją szkoły.